# Fritz Tittmann

Fritz Tittmann

Fritz Tittmann (* 18. Juli 1898 in Leipzig; † 25. April 1945 in Treuenbrietzen) war ein deutscher Politiker der NSDAP und im Rang eines SS-Brigadeführers von 1941 bis 1942 SS- und Polizeiführer in Nikolajew in der Ukraine.

## Leben
Tittmann absolvierte nach dem Besuch der Volks- und Bürgerschule eine Lehre zum Maschinenschlosser. Kurz nach Ausbruch des Ersten Weltkrieges meldete er sich am 21. September 1914 als Kriegsfreiwilliger. Zuletzt Vertrauensmann des Lazaretts „Heimatdank“ in Zwickau, wurde Tittmann am 31. August 1920 im Rang eines Sergeanten offiziell aus der Reichswehr entlassen. Bereits 1919 hatte Tittmann eine Umschulung zum kaufmännischen Angestellten absolviert; von 1921 bis 1923 stand er als Schwimmmeister im Dienst der Stadt Zwickau.
Politisch trat Tittmann erstmals 1920 als Geschäftsführer und Schriftleiter des Deutschvölkischen Schutz- und Trutzbundes in Erscheinung. Diese Funktion sollte er bis 1921 wahrnehmen. Szejnmann zufolge, der Tittmann als einen „aggressiven und haßerfüllten Gegner des republikanischen Systems“ beschreibt, machte Tittmann drei Gruppen für die deutsche Misere der Zeit nach dem Ersten Weltkrieg verantwortlich: Erstens die Sozialdemokraten, denen Tittmann den verlorenen Krieg anlastete, zweitens die Kapitalisten, die das deutsche Volk ausbeuten würden, und schließlich drittens die Juden, die Tittmann als treibende Kraft hinter dem Weltkapitalismus und aufgrund ihrer angeblichen Verschwörung gegen Deutschland verurteilte.
Im Sommer 1921 nahm er an einer Versammlung der NSDAP in München teil. Noch im Juli trat er in die Partei ein. Am 11. Oktober 1921 gründete Tittmann zusammen mit einigen anderen in Zwickau die erste NSDAP-Ortsgruppe in Sachsen. Am gleichen Tag wurde er Gauleiter für den Gau Sachsen. Mit Adolf Hitler traf Tittmann spätestens im April 1922 erstmals im persönlichen Gespräch zusammen, als dieser der Zwickauer Gruppe einen Besuch abstattete. Vor dem Verbot der NSDAP im November 1923 infolge des Hitlerputsches war er zudem Bezirksleiter für Partei und SA in Sachsen, Thüringen und Oberfranken. Einige Monate vor dem Hitlerputsch widmete Tittmann sich ab Frühjahr 1923 verstärkt der militärischen Ausbildung der sächsischen NSDAP-Anhänger, um diese in die Lage zu versetzen, die bayerischen Rechtskräfte (München galt damals als Sammelpunkt aller konservativ-nationalistischen Umsturzpläne) im Falle eines Putsches zu unterstützen. Im September 1923 verlegte Tittmann schließlich sein Hauptquartier nach Hof in Bayern. Im gleichen Jahr gründete Tittmann den in Hof niedergelassenen Verlag „Der Streiter“. Als Inhaber des Verlages gab er fortan die Zeitung Der Streiter heraus und steuerte auch Textbeiträge zu seiner Zeitung bei. So verfasste er im Dezember 1923 zum Beispiel eine äußerst wohlwollende Rezension von Gottfried Feders Buch Der Deutsche Staat auf nationaler und sozialer Grundlage, das er als eine Pflichtlektüre eines „jeden Mitkämpfers“ pries.
In der Zeit des NSDAP-Verbotes gründete Tittmann 1924 die Zwickauer Ortsgruppe der Ersatzorganisation Völkisch-Sozialer Block und führte Einheiten des Frontbanns, einer Auffangorganisation der ebenfalls verbotenen SA. Bei den Wahlen im Mai 1924 zog er in den Reichstag ein, dem er zunächst bis Dezember 1924 angehörte. Tittmann wurde auf Reichswahlvorschlag der Nationalsozialistischen Freiheitspartei gewählt, einer Listenverbindung unter Einschluss der NSDAP und der Deutschvölkischen Freiheitspartei. 1924, als die NSDAP noch offiziell verboten war, ging Tittmann ins Sudetenland, damals ein Teil der Tschechoslowakei, um auf öffentlichen Versammlungen vor der dort ansässigen deutschsprachigen Bevölkerung für die NSDAP und ihre Ziele zu werben. Neben Hermann Esser und Gottfried Feder, die 1924/25 ähnliche Propagandareisen unternahmen, war er damit einer der ersten, die sich für ein Übergreifen der NS-Bewegung und die Gewinnung von Anhängern außerhalb Deutschlands einsetzten.
Nach der Wiederzulassung der NSDAP trat er der Partei am 25. Juli 1925 (Mitgliedsnummer 12.225) erneut bei. Von 1926 bis Dezember 1927 fungierte Tittmann als Führer des NSDAP-Untergaus Zwickau. Von Oktober 1925 bis Mai 1929 vertraten er und Hellmuth von Mücke die Nationalsozialistische Freiheitspartei im Sächsischen Landtag; sie waren die ersten zwei Abgeordneten der regulären NSDAP in einem deutschen Parlament. In der SA war Tittmann ebenfalls seit 1925 wieder aktiv; 1927 führte er die Zwickauer SA-Standarte.
1930 wurde Tittmann in Brandenburg politisch aktiv: Seit diesem Jahr vorübergehend Mitglied der SS (Mitglieds-Nr. 3.925), war Tittmann bis 1931 SS-Standartenführer für Brandenburg-Süd. Von 1932 bis 1933 war er Abgeordneter im Preußischen Landtag und von 1932 bis 1936 Gauinspekteur der Gauleitung Brandenburg.
Nach der Machtübertragung an die Nationalsozialisten war Tittmann bis 1934 ehrenamtlicher Bürgermeister in Treuenbrietzen. Von September 1933 bis Mai 1936 gehörte er als Reichsbeauftragter der NSDAP für Berlin, Kurmark und Schlesien zum Stab des Stellvertreters des Führers, Rudolf Heß, und war zugleich Reichshauptamtsleiter. Bei den Reichsparteitagen 1933 und 1934 übte Tittmann das Amt des Pressechefs aus. Von November 1933 bis Kriegsende gehörte er dem nationalsozialistischen Reichstag an.
Am 20. April 1938 trat Tittmann der SS unter seiner alten Mitgliedsnummer erneut bei. Im Rang eines SS-Oberführers wurde er zuständig für Fragen der „Volksdeutschen“: Tittmann war gleichermaßen „Bevollmächtigter für Volksdeutschenfragen und Vertreter der Volksdeutschen Mittelstelle in der Reichsorganisationsleitung der NSDAP“ wie auch „Sonderbevollmächtigter des Reichsorganisationsleiters und Leiters der Deutschen Arbeitsfront (DAF), Robert Ley, für volksdeutsche Angelegenheiten“. Am 1. Juli 1941 wurde Tittmann von Heinrich Himmler in diesen Funktionen bestätigt; Tittmanns Aufgabenbereich umfasste nun zusätzlich die Wahrnehmung von Himmlers Interessen als Reichskommissar für die Festigung deutschen Volkstums (RKFDV) bei der NSDAP und der DAF.
Nach dem deutschen Angriff auf die Sowjetunion wurde Tittmann am 22. Oktober 1941 zum SS- und Polizeiführer (SSPF) für den Generalbezirk Nikolajew im Reichskommissariat Ukraine ernannt. In den Wintermonaten 1941/42 begann er dort damit, volksdeutsche Deserteure, vorwiegend Rumänen, für eine Waffen-SS-Einheit anzuwerben, bis Mai 1942 ca. 1.000 Personen. Dabei geriet er mit der Volksdeutschen Mittelstelle in Konflikt, die in der Aufstellung eines solchen Bataillons die Auflösung des Deutschen Selbstschutzes befürchtete und daher bei Himmler appellierte. Durch die Vermittlung von Werner Lorenz kam es jedoch zu einem Kompromiss, der für das Bataillon Fronteinsatz statt Zivilverwaltung vorsah. Am 22. August 1942 wechselte Tittmann als SS-Führer in den Stab des Höheren SS- und Polizeiführers (HSSPF) für Russland-Süd, Hans-Adolf Prützmann. Im September 1944 erhielt Tittmann einen strengen Verweis Himmlers, weil er SS-Personal privat in Anspruch genommen hatte. Im selben Monat wurde er nach Italien versetzt, wo er einen Abschnitt beim Stellungsbau leitete.
Tittmann starb bei Kampfhandlungen in der Endphase des Zweiten Weltkrieges in Treuenbrietzen. Nach anderen Angaben soll Tittmann am 23. April 1945 in Treuenbrietzen seine drei Kinder, seine Frau, seine Schwägerin, seine Schwiegermutter und dann sich selbst getötet haben.

## Schriften
- Völkisches Liederbuch, Verlag Der Streiter, Zwickau 1924.

## Ehrungen
- 1936: Ehrenbürger der Stadt Zwickau